# Microspio africana
Microspio africana är en ringmaskart som beskrevs av Rullier 1964. Microspio africana ingår i släktet Microspio och familjen Spionidae. Inga underarter finns listade i Catalogue of Life.